# Selenopidae
Selenopidae Simon, 1897 è una famiglia di ragni appartenente all'infraordine Araneomorphae.

## Etimologia
Il nome deriva dal greco σελήνη, selène, cioè luna e ὄψ, òps, cioè vista, aspetto, per la disposizione degli occhi in vista frontale simile ad una mezzaluna, ed il suffisso -idae, che designa l'appartenenza ad una famiglia.

## Caratteristiche
Detti anche ragni-granchio, (in inglese crab-spiders), in quanto nel fronteggiare la preda o un nemico si muovono lateralmente proprio come fanno i granchi. Grazie ad una certa robustezza riescono a trasportare anche notevoli pesi. Come tutti gli appartenenti alla sezione Entelegynae, hanno otto occhi disposti in due file di quattro.

## Comportamento
Sono ragni abbastanza piatti e si trovano comunemente sui muri, nelle fessure e sotto le pietre. Sono anche piuttosto agili e difficili da catturare; ciò è agevolato anche da un colore fortemente mimetico.

## Distribuzione
La famiglia è primariamente tropicale col genere Anyphops distribuito nell'Africa sub-sahariana ed il genere Hovops confinato nel Madagascar. Il genere Selenops, più comune si trova nell'America centro-meridionale, in Australia, Cina e Giappone.

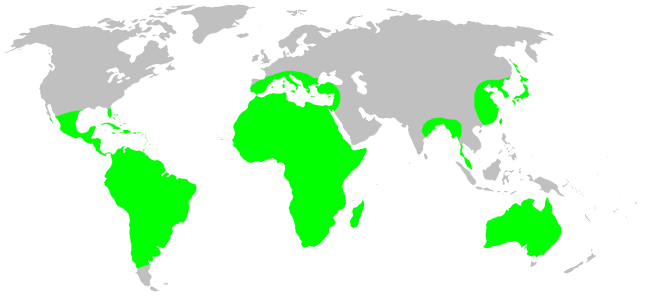
Selenopidae, distribuzione

## Tassonomia
Attualmente, a novembre 2020, si compone di 9 generi e 260 specie:
- Amamanganops Crews & Harvey, 2011 - Filippine
- Anyphops Benoit, 1968 - Africa, Madagascar
- Garcorops Corronca, 2003 - Madagascar, Isole Comore
- Godumops Crews & Harvey, 2011 - Nuova Guinea
- Hovops Benoit, 1968 - Madagascar, Isola Réunion
- Karaops Crews & Harvey, 2011 - Australia occidentale, Queensland, Nuovo Galles del Sud
- Makdiops Crews & Harvey, 2011 - India, Nepal
- Selenops Latreille, 1819 - America, Asia, Africa e Mediterraneo.
- Siamspinops Dankittipakul & Corronca, 2009 - Thailandia, Malaysia

## Generi trasferiti
- Pakawops Crews & Harvey, 2011[2] - Taiwan